# Шалгын
Шалгын (каз. Шалғын) — село в Каратобинском районе Западно-Казахстанской области Казахстана. Входит в состав Коскольского сельского округа. Код КАТО — 275045200.

## Население
В 1999 году население села составляло 398 человек (197 мужчин и 201 женщина). По данным переписи 2009 года, в селе проживали 343 человека (166 мужчин и 177 женщин).